# Pavelló d'Arrotxapea
El Pavelló d'Arrotxapea, també conegut com a Poliesportiu d'Arrotxapea (en basc: Arrotxapeako kiroldegia; en castellà: Polideportivo de Rochapea), és l'estadi poliesportiu municipal del barri d'Arrotxapea de Pamplona. El 24 de març de 2007 fou adaptat a la pràctica de l'hoquei sobre patins, amb motiu de la celebració de la Copa espanyola femenina de 2007.
Està situat al carrer de Nazario Carriquiri, s/n, 31014, de Pamplona.